# Крутогір'я
Крутогір'я - село Падівської сільської ради Липецького району Липецької області. Населення 594 особи (2012 рік).
Розташоване у 27 км південніше від центру міста Липецьк на правому березі річки Вороніж при впливі у неї річки Білий Колодязь. На протилежному боці річки Білий Колодязь село Пади.

## Історія
Місто Білий Колодязь вперше згадується на початку 17 сторіччя. 
1663 року драгуни Білого Колодязя та Грязного спорудили земляну фортецю Білгородської оборонної лінії, що отримала назву Білоколодськ.
На 1708 рік у складі Азовської губернії.
На 1719 рік у місті завод: місто у складі Бахмутської провінції Озівської губернії.
На 1745 рік місто у складі Воронізької провінції Воронізької губернії.
На 1766 рік Білоколодськ є повітовим містом Воронізької провінції Воронізької губернії.
На 1890/1907 роки Білоколодське є слободою у Задонському повіті Воронізької губернії.

## Люди
В селі народився Овчинников Володимир Степанович (1930—2017) — український графік і педагог.